# Rune Hagman
Rune Gustaf Adolf Hagman, född 4 september 1914 i S:t Matteus församling, Stockholm, död 11 augusti 2007 i Maria Magdalena församling, Stockholm, var en svensk målare, tecknare och grafiker.

## Biografi
Rune Hagman utbildade sig för Helmer Osslund 1933–1934 och på Kungliga konsthögskolan 1935–1941. Under 1939 tilldelades han Maria Leander Engströms minnes-stipendium och 1944 erhöll han Carl Larsson-stipendiet. 
Han medverkade i ett flertal grupputställningar på  Svensk-franska konstgalleriet samt i Nationalmuseums Unga tecknare. Han medverkade i lokala konstföreningars utställningar i Trelleborg, Ulricehamn och Spånga. Han var representerad i Nordiska konstförbundets utställnigar i Norge, Danmark och Finland samt Nationalmuseums vandringsutställning God konst i hem och samlingslokaler som visades 1946–1947. Tillsammans med Helge Franzén ställde han ut på Svensk-franska konstgalleriet 1942. Separat ställde han bland annat ut på Svensk-franska konstgalleriet 1948  och på Gummesons konsthall 1957.
Han tecknade interiörer och trädgårdsmotiv med flickor och gärna av allvarlig karaktär, ofta i form av kolteckning. Från ett tydligt realistiskt måleri på 1940-talet övergick han senare till ett förenklat formspråk med antydda figurer och starka färgkontraster. De summariska gestalterna speglar ångest och vilsenhet.
Vid Nationalmuseums och Folkets hus tävling om dekorativa utsmyckningar 1945 prisbelönades hans förslag Källan som senare köptes in av Sandvikens stadsbibliotek.
Hagman har anlitats för offentlig utsmyckning med en målningar i Landsstatshuset i Umeå, 
Spånga Folkets hus och LO:skolan i Runö. För Resos motell i Bromma skapade han en gobeläng.
Han är representerad på Moderna museet  i Stockholm och på Göteborgs Konstmuseum, Helsingborgs museum, Hallands konstmuseum, Smålands museum  och Postmuseum.
Rune Hagman är gravsatt i minneslunden på Maria Magdalena kyrkogård i Stockholm.